# 미사키정 (에히메현)
미사키정(三崎町)은 에히메현 난요지방, 사다미사키곶의 맨끝에 있던 정이다.
규슈의 사가세키(오이타현 오이타시)까지 도요요 해협을 사이에 두고 약 15km이다. 2005년 4월 1일 니시우와 군 이카타 정, 세토 정과 합병(신설 합병)해 새롭게 이타마치의 일부가 되었다.

## 지리
사다미사키 돌단 마을이며, 도요요 해협을 사이에 두고 규슈와 정대하고 있다. 산사태가 발생하기 쉬운 지질이다.
최대의 취락은 동사무소가 있는 미사키이며, 여기에 행정 시설과 중학교, 고등학교, 슈퍼마켓, 금융 기관 점포 등이 모여 있다.이 밖에 니나츠, 꼬치 등에 취락이 있다.

## 역사
- 1889년 12월 15일 - 정촌제 시행에 수반해 니시우와군 미사키촌, 간마쓰나촌이 성립하였다.
- 1955년 3월 31일 - 미사키촌, 간마쓰나촌이 합병, 정으로 승격해 미사키정이 되었다.
- 2005년 4월 1일 - 이요시, 세토정과 합병해, 이요시가 되었다.

### 세계 최초의 필라리아 근절 성공지역
이타정사무소 미사키 지소 근처 주차장의 한 획, 「현지에 유행한 필라리아병을 쇼와 33년부터 도쿄 대학, 에히메현, 미사키초 등의 협력에 의해 집단 검혈과 스파토닌 투약을 실시해 세계 최초로 지역 구제에 성공」이라고 세계 최초의 필라리아 지역 구제 성공을 기념한 비석이 세워져 있다.

## 교통

### 도로
- 국도 197호선

예전에는 국도라고는 하지만 반도 남쪽 절벽 위를 누비듯 달리는 험로였으나, 곶 능선을 거의 따라 달리는 도로가 정비되었다.그 덕분에 소요 시간 단축 등 미사키항의 이용 가치도 높아져 하치만하마항과 경쟁할 수 있는 환경이 갖추어졌고,관광진흥에도 큰 도움이 되고 있다.